# Oxytropis imbricata
Oxytropis imbricata är en ärtväxtart som beskrevs av Vladimir Leontjevitj Komarov. Oxytropis imbricata ingår i släktet klovedlar, och familjen ärtväxter. Inga underarter finns listade i Catalogue of Life.